# Izabela Portugalska
Izabela Portugalska, je bila cesarica soproga in kraljica soproga svojega bratranca Karla V. Habsburškega, ki je bil vladar Španskega imperija, * 24. oktober 1503, Lizbona, † 1. maj 1539, Toledo.
Bila je kraljica Španije in cesarica Svetega rimskega cesarstva potem ko je bil Karel februarja 1530 okronan za cesarja ter dama Nizozemske od njune poroke 10. marca 1526 do svoje smrti leta 1539 in kraljica Italije. Bila je regentka Španije zaradi moževega nenehnega potovanja po Evropi, tako je zagotavljala, da je kraljestvo ostalo neodvisno od imperialne politike in ekonomsko zdravo. Imela je pet otrok, od katerih so trije preživeli: Filip, Marija in Ivana.